# The four (TVB)
The Four is een Hongkongse TVB kostuumdrama. Het beginlied van de serie, "Fong Poow/風暴", is gezongen door de acteurs Raymond Lam, Ron Ng, Sammul Chan en Kenneth Ma.
De serie is een verfilming van de wuxiaverhalenschrijver Wen Rui'an (溫瑞安) en vertelt over het begin van de vier politiemannen: "Harteloze"/Shing Ngai-Yue (盛崖餘), "Metalen Hand"/Tit Yau-Ha (鐵游夏), "Levensachtervolger"/Chui Leuk-Sheung (崔略商) en "Koelbloedige"/Lang Ling-Hei (冷凌棄).

## Rolverdeling
- Raymond Lam als Shing Ngai Yue (Emotieloze)/盛崖餘 (無情)
- Kenneth Ma als Tit Yau Ha (Metalen Hand)/鐵游夏 (鐵手)
- Sammul Chan als Chui Leuk Sheung (Levensachtervolger)/崔略商 (追命)
- Ron Ng als Lang Ling Hei (Koudbloedige)/冷凌棄 (冷血)
- Kate Tsui als Song Chi-Yin/桑芷妍
- Selena Li als Lam Yeuk-Fei/藍若飛
- Dominic Lam als Chu Kot Ching-Ngo/諸葛正我
- Crystal Tin als Kuk Yin Hung/曲嫣紅
- Halina Tam als Piu Suet/飄雪
- Gordon Liu als Lam Po-Tin/藍破天
- Felix Lok als Ling Lok-Sek/凌落石
- Joel Chan Shan-Chung

Best selling secrets 同事三分親 · Legend of the demigods 搜神傳 · Wars of in-laws II 野蠻奶奶大戰戈師奶 · Wasabi mon amour 和味濃情 · The master of tai chi 太極 · A journey called life 金石良缘 · The silver chamber of sorrows 銀樓金粉 · The money-maker recipe 師奶股神 · Dressage to win 盛裝舞步愛作戰 · Speech of silence 甜言蜜語 · When a dog loves a cat 當狗愛上貓 · Your class or mine 尖子攻略 · The four 少年四大名捕 · Survivor's law II 律政新人王II · The gentle crackdown II 秀才愛上兵 · The seventh day 最美麗的第七天 · D.I.E. 古靈精探 · Catch me now 原來愛上賊 · Forensic heroes II 法證先鋒II · Love exchange 疑情別戀 · Last one standing 與敵同行 · Moonlight resonance 溏心風暴之家好月圓 · The gem of life 珠光寶氣 · When Easterly Showers Fall on the Sunny West 東山飄雨西關晴 · Off pedder 畢打自己人 · Pages of treasures Click入黃金屋